# Шехзаде Селим (сын Мурада III)
Шехзаде Селим (тур. Şehzade Selim;  ок. 1581[8] — 28 января 1595, Стамбул) — османский шехзаде, сын султана Мурада III.

## Биография
Родился в семье османского султана Мурада III. Имя матери Шехзаде Селима неизвестно. О жизни Селима, и даже о его точной дате рождения нет достоверных сведений. По некоторым данным, он родился в 1567 или 1581 году. О назначении Селима санджак-беем и о том, были ли у него дети так же нет никаких сведений.
После смерти султана Мурада III на трон взошел старший брат Селима, султан Мехмед III. 28 января 1595 года по приказу Мехмеда III он был казнен вместе с 18 братьями.